# Морвенна
Морвенна (англ. Morwenna), нач.-серед. VI века), также известная как Морвенна Корнуольская (англ. Saint Morwenna of Cornwall) — раннехристианская англиканская, католическая и православная святая, из Морвенстоу (Morwenstow), Корнуолл, Англия. Церковная память 8 июля. В православной традиции её память также отмечается в Третью неделю по Пятидесятнице, в день празднования Собора Британских и Ирландских святых.
Согласно Священному Преданию, Морвенна была одной из многочисленных дочерей валлийского короля Брихана из тогда существовавшего Брихейниога (англ. Brycheiniog). Подобно многим своим братьям и сёстрам она отправилась через Бристольский залив в Корнуолльское королевство, где поселилась в Морвенстоу, на самом севере современного графства. Её образы на витражах можно видеть в тамошних храмах. Её источник сохранился в недоступном ныне месте внизу под утёсом.

## Биография
Морвенна впервые появляется в житии Святого Нектана, составленного в XII веке, где она упоминается вместе со святыми Энделиентом, Мабенной и Менефридой (среди многих других) как дочь валлийского короля Брихана.
Она обучалась в Ирландии, прежде чем переехать в Корнуолл. Морвенна поселилась в небольшом скиту в Хеннаклиффе («Воронья скала»), впоследствии названном Морвенстоу (что означает «святое место Морвенны»). Морвенстоу находится ныне недалеко от вершины высокой скалы с видом на Атлантический океан, где море почти постоянно штормит, и откуда при определённых атмосферных условиях можно увидеть побережье Уэльса. Она построила там церковь для местных жителей своими собственными руками. Говорят, что она несла камень на голове из-под скалы, и там, где она однажды остановилась отдохнуть, к западу от церкви забил источник.
В начале шестого века, когда она умирала, её брат, Святой Нектан, пришел навестить её, и она попросила его поднять её, чтобы она могла ещё раз взглянуть на свой родной берег. Она была похоронена в церкви в Морвенстоу.

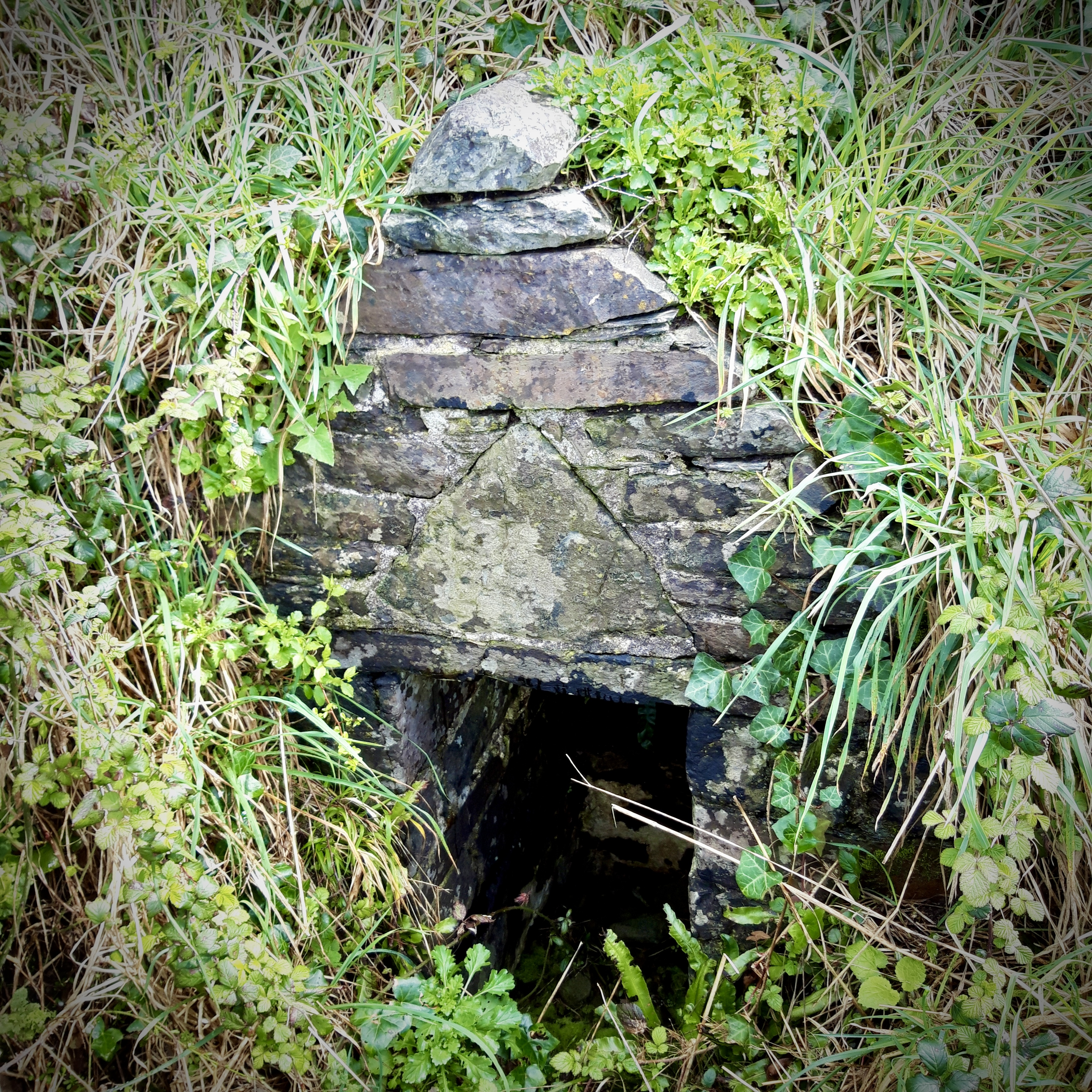
Источник святой Морвенны, рядом с церковью святых Морвенны и Иоанна Крестителя. Марчамхёрч, Корнуолл, Англия

Позже на северной стене церкви в Морвенстоу была найдена картина, предположительно изображающая Святую Морвенну. На ней изображена изможденная женщина, прижимающая свиток к груди левой рукой; правая рука поднята в благословении над коленопреклоненным монахом.
Как местночтимая святая, она изображена на витраже католического (позднее — англиканского) храма, освящённого во имя святых Морвенны и Иоанна Крестителя, что в Морвенстоу (Святой Иоанн был добавлен в качестве посвящения ок. 1275, когда церковь была передана больнице Св. Иоанна Крестителя в Бриджуотере). Первая приходская церковь в Морвенстоу была построена ещё в саксонский период — от неё сохранилась лишь купель.
В западной биографической литературе и патрилогии Морвенну из Морвенстоу часто ошибочно отождествляют с «Марвенной» из Мархэмчерча и покровительницей Ламоррана, святой «Морен».